# Partidu Libertasaun Popular
Die Partidu Libertasaun Popular PLP (deutsch Partei der Volksbefreiung) ist eine politische Partei aus Osttimor. Die Parteizentrale befindet sich in Caicoli (Gemeinde Dili). Parteichef ist seit 2017 der ehemalige Staatspräsident Taur Matan Ruak. Da er in der derzeitigen Regierung Premierminister ist, übernahm Abrão José Freitas das Amt des Interim-Vorsitzenden der PLP.

## Geschichte

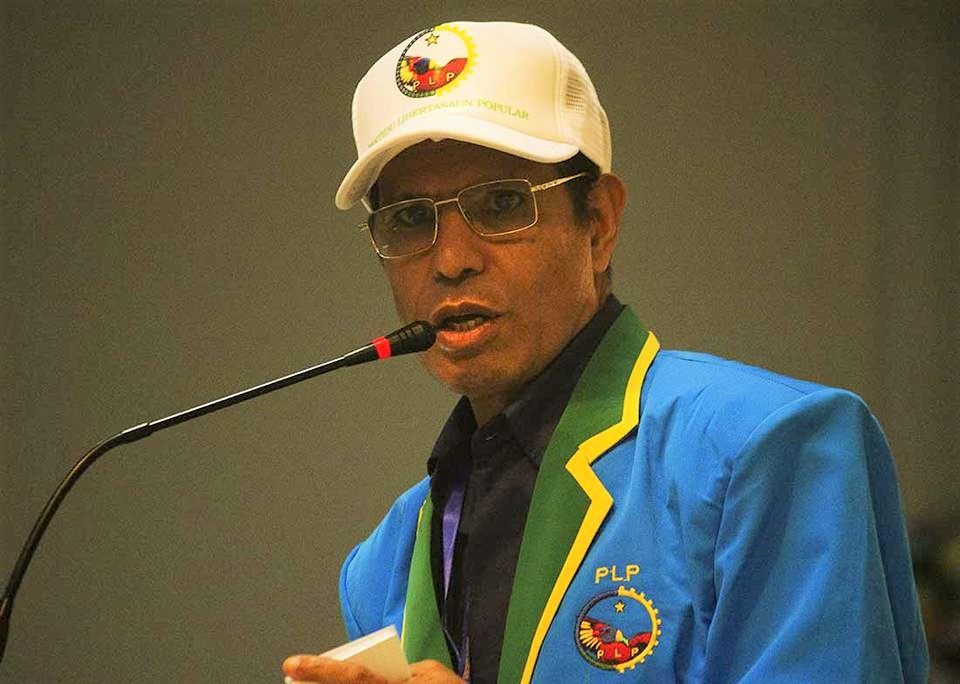
Parteivorsitzender Taur Matan Ruak beim ersten Nationalkongress 2017

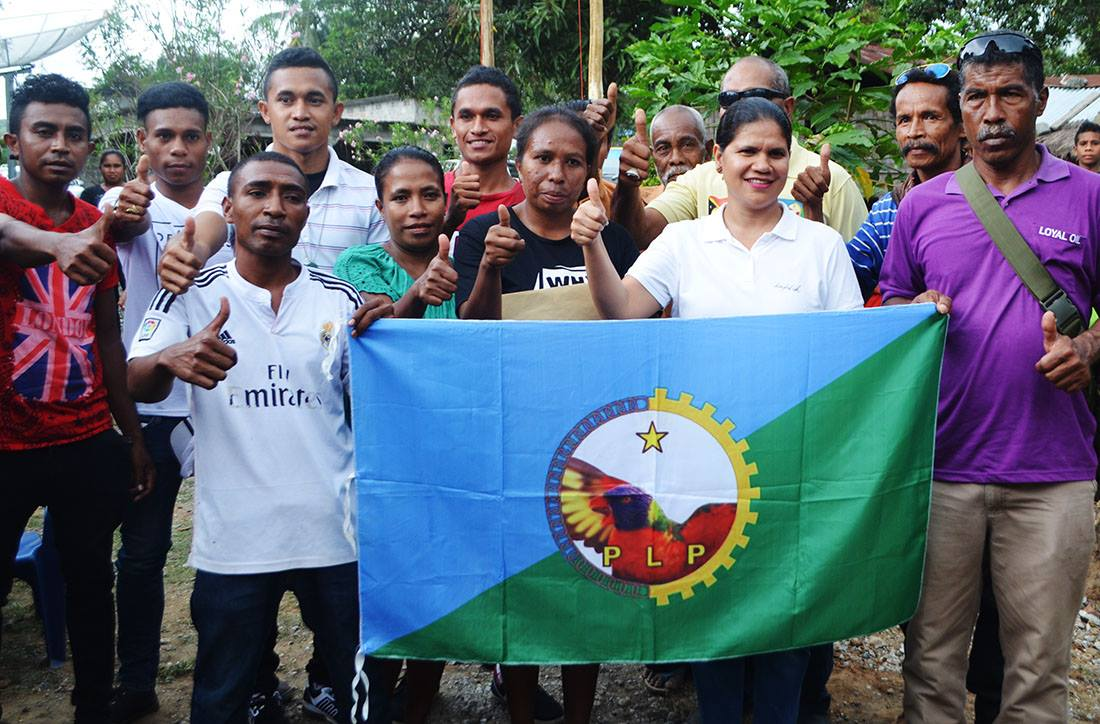
Gründung einer PLP-Ortsgruppe in Sananain mit Isabel da Costa Ferreira (2017)

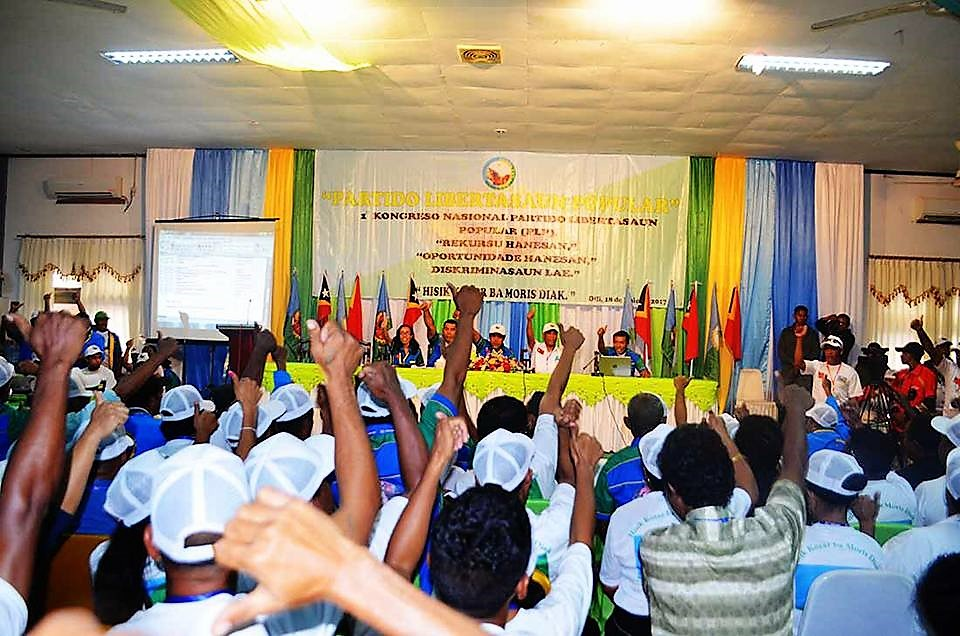
Nationalkongress der PLP (2017)

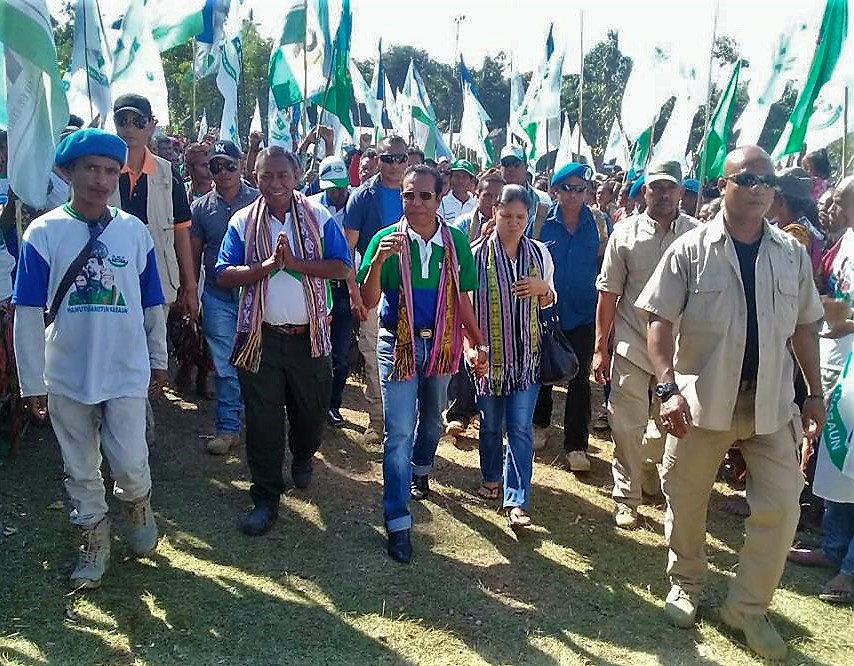
Taur Matan Ruak und seine Frau Isabel bei einer AMP-Wahlkampfveranstaltung 2018

### Gründung
Am 9. Dezember 2015 reichte die PLP 35.000 Unterschriften von Unterstützern beim Tribunal de Recurso de Timor-Leste, dem obersten Gericht des Landes, ein, um offiziell als politische Organisation registriert zu werden. Am 22. Dezember erfolgte die Anerkennung.
Manuel Tilman, Chef der Partei KOTA, kündigte im April 2016 eine Zusammenarbeit mit der PLP an.
Die Timor Post meldete, dass es Informationen gäbe, dass der bisher parteilose Staatspräsident Taur Matan Ruak an der Gründung der Partei beteiligt gewesen sein soll und nach Ende seiner Amtszeit 2017 die Führung der PLP übernehmen würde. Laut Matadalan online nutze er seine Dienstreisen durch das Land, um seine Popularität auszubauen, damit er später mit der PLP erfolgreich bei den Parlamentswahlen in Osttimor 2017 antreten könne. Solange er aber noch Staatspräsident war, war ihm die politische Arbeit innerhalb einer Partei untersagt, auch wenn die Mitgliedschaft in einer Partei zulässig ist. Am 3. März 2017 bestätigte Taur Matan Ruak die Pläne für seine Kandidatur für das Parlament.
Bei den Präsidentschaftswahlen in Osttimor 2017 unterstützte die PLP, zusammen mit der Partei KHUNTO, den Kandidaten António Kalohan da Conceição von der Partido Democrático (PD). Bei Wahlkampfveranstaltungen trat auch Isabel da Costa Ferreira, die Ehefrau von Taur Matan Ruak, gemeinsam mit Conceição auf. Conceição wurde bei der Abstimmung am 20. März aber mit 32,47 % nur Zweiter.
Am 20. Mai übergab Taur Matan Ruak um Mitternacht an seinen Nachfolger Francisco Guterres von der FRETILIN das Amt des Staatspräsidenten. Noch am Nachmittag fand die Wahl von Taur Matan Ruak zum PLP-Vorsitzenden auf dem ersten Nationalkongress der Partei statt.
Im Wahlkampf für die Parlamentswahlen 2017 präsentierte sich die PLP als Anti-Korruptions-Partei und setzte vor allem bei der Frage der Landesentwicklung andere Akzente als die FRETILIN und der CNRT. Statt Großprojekte, wie die Sonderwirtschaftszone in Oe-Cusse Ambeno und das Tasi-Mane-Projekt an der Südküste, wollte die PLP den Schwerpunkt auf eine medizinische Grundversorgung und Bildungs- und Landwirtschaftsprogramme für die Bevölkerung legen. Oe-Cusse Ambeno stand unter der Führung des FRETILIN-Politikers Marí Alkatiri, während das Südküstenprojekt in Cova Lima dem CNRT zugeschrieben wurde. Die PLP kritisierte zum Beispiel, dass es zwar eine neue Autobahn entlang der Südküste gab, die wichtigere Verbindungsstraße von Suai nach Dili aber weiterhin in schlechtem Zustand war.
Die Wahlen brachten der PLP 10,58 % der Stimmen und acht Sitze, womit sie drittstärkste Kraft im Parlament hinter FRETILIN und CNRT wurde. Am 12. Oktober unterzeichneten CNRT, PLP und KHUNTO eine Vereinbarung zur Bildung einer neuen Aliança da Maioria Parlamentar AMP zur Überwachung der Minderheitsregierung von FRETILIN und PD unter Premierminister Alkatiri. Nach der Auflösung des Parlaments und Ausrufung der Neuwahlen 2018 beschlossen am 1. Februar 2018 die drei Parteien der AMP, auch im Wahlkampf zusammenzuarbeiten. Dafür wurde das Bündnis in Aliança para Mudança e Progresso umbenannt.

### Regierung

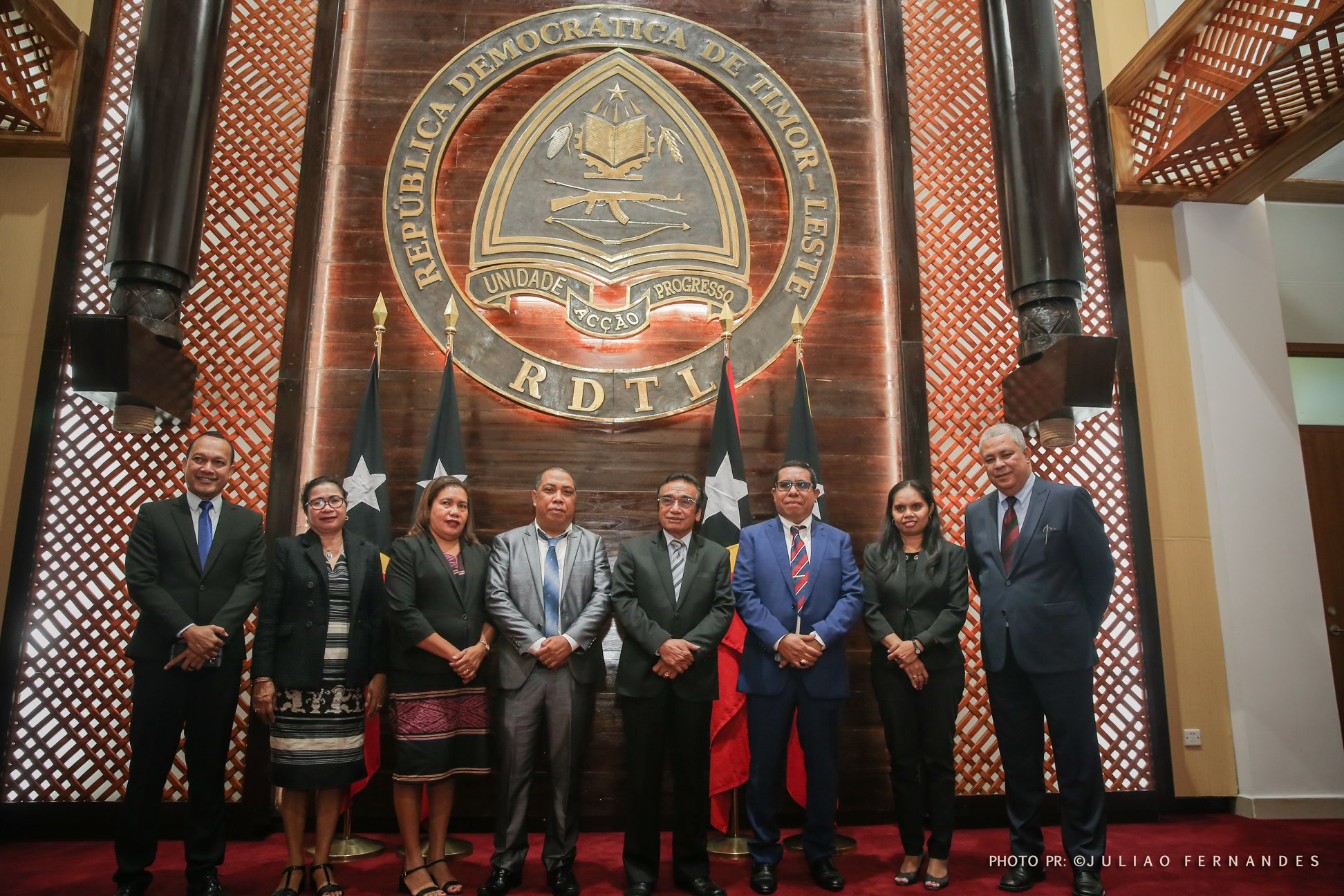
PLP-Führung nach einem Krisengespräch mit Staatspräsident Francisco Guterres (23. Januar 2020)

Bei den Parlamentswahlen am 12. Mai 2018 gelang der AMP mit einem Stimmanteil von 49,6 % (309.663 Stimmen) 34 der 65 Sitze und somit die absolute Mehrheit im Parlament zu erringen. Taur Matan Ruak wurde am 22. Juni zum Premierminister vereidigt und führte nun die VIII. konstitutionelle Regierung Osttimors. Allerdings lehnte Staatspräsident Francisco Guterres (FRETILIN) einen Großteil der Ministerkandidaten des CNRT und zwei der KHUNTO wegen „ethischen Gründen“ ab, weswegen sie nicht vereidigt werden konnten. In den Folgemonaten leiteten deswegen Vizeminister und Minister anderer Ressorts die fehlenden Positionen, was immer mehr den Unmut des CNRT vergrößerte. Ende 2019 machten Abgeordnete des CNRT Premierminister Taur Matan Ruak mitverantwortlich dafür, dass nach 18 Monaten die Kandidaten noch immer nicht im Amt waren. Auch das langsame Vorankommen beim Tasi Mane project sorgte für Streit zwischen PLP und CNRT. Am 17. Januar 2020 scheiterte im Parlament der Regierungsvorschlag für den Haushalt 2020 erneut. Für den Entwurf stimmten nur die 13 Abgeordneten von PLP und KHUNTO. 15 Abgeordnete der Opposition stimmten dagegen, die Koalitionsabgeordneten des CNRT und die restlichen Oppositionsangehörige enthielten sich der Stimme. Taur Matan Ruak erklärte daraufhin das Ende der AMP.
Am 22. Februar unterzeichneten CNRT, KHUNTO, PD, UDT, FM und PUDD im Beisein von Alt-Präsident José Ramos-Horta öffentlich eine Koalitionsvereinbarung zur Bildung einer neuen Regierung. Das Bündnis verfügte über 34 Sitze und damit über die parlamentarische Mehrheit. Am 24. Februar 2020 reichte Taur Matan Ruak seinen Rücktritt als Premierminister beim Präsidenten ein, blieb aber weiter amtsführender Premierminister. Präsident Guterres nahm aber weder das Rücktrittsgesuch an, noch löste er das Parlament auf. Auch den Vorschlag der Opposition Xanana Gusmão zum Premierminister zu ernennen, beantwortete er nicht.
PLP und FRETILIN gründeten ihrerseits eine Plattform als Gegengewicht gegen die neue Allianz. Als die COVID-19-Pandemie in Osttimor Auswirkungen zeigte, wurde der Ausnahmezustand verhängt. Taur Matan Ruak zog am daher 8. April sein Rücktrittsgesuch zurück. Am 27. April wollte die neue Allianz den Antrag der Regierung auf eine Verlängerung des Ausnahmezustandes im Parlament scheitern lassen, doch die KHUNTO-Abgeordneten stimmten entgegen der Vorgabe für die Verlängerung. Am 29. April schied die KHUNTO offiziell aus der Allianz aus und am 30. April schlug die Regierung FRETILIN- und ein PD-Mitglied dem Präsidenten vor, um die vakanten Plätze im Kabinett zu besetzen. Am 29. Mai wurden die ersten FRETILIN-Vertreter und ein PD-Mitglied für die Regierung vereidigt.
Zu den Parlamentswahlen 2023 vereinbarten PLP, FRETILIN und KHUNTO, nach den Wahlen erneut eine Regierungskoalition zu bilden. Allerdings gelang es der Plattform nicht, die Mehrheit im Parlament zu gewinnen. Die PLP erhielt 40.720 Stimmen (5,88 %) und damit 4 der 65 Parlamentssitze.

## Mitglieder

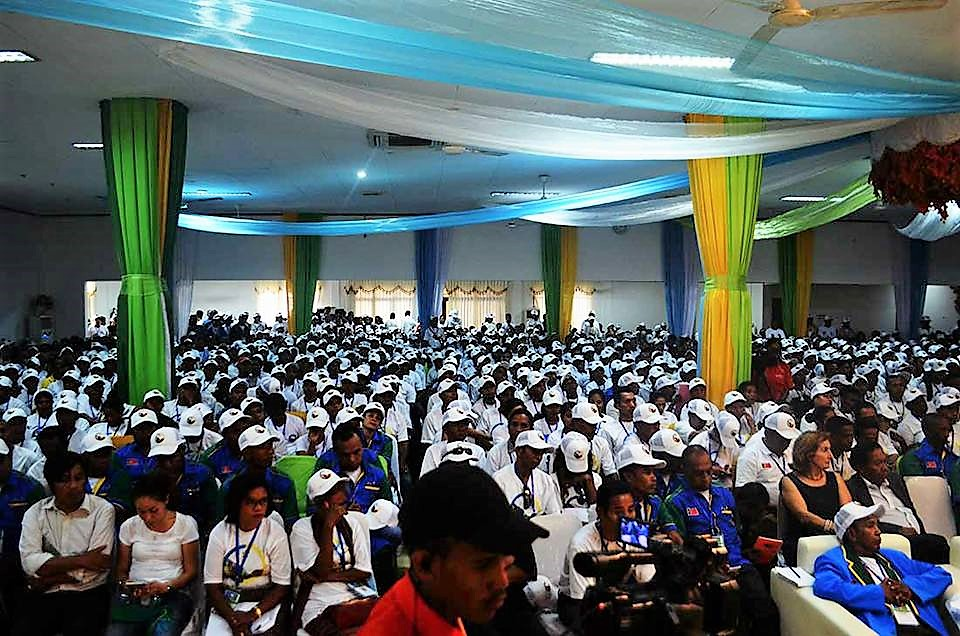
Delegierte auf dem Nationalkongress 2017

Interims-Parteichef der Partidu Libertasaun Popular war Adérito Soares. Vizepräsident wurde Sabino Soares Guntur.
Beim ersten Nationalkongress der PLP am 20. Mai 2017 wurde Taur Matan Ruak zum neuen Vorsitzenden gewählt. Er hat sechs Stellvertreter: Abrão José Mate Restu Freitas, Demétrio do Amaral de Carvalho, Maria Angelina (Lita) Lopes Sarmento, Rosalina Ximenes, Abel Pires da Silva und Fidelis Leite Magalhães.
Adérito Soares ist nun Vorsitzender des Nationalen Politikrates der Partei (KPN).
Die Frauenorganisation der PLP heißt Mulheres e Familias do Partido de Libertação Popular. Eine ihrer Gründerinnen war Isabel da Costa Ferreira.

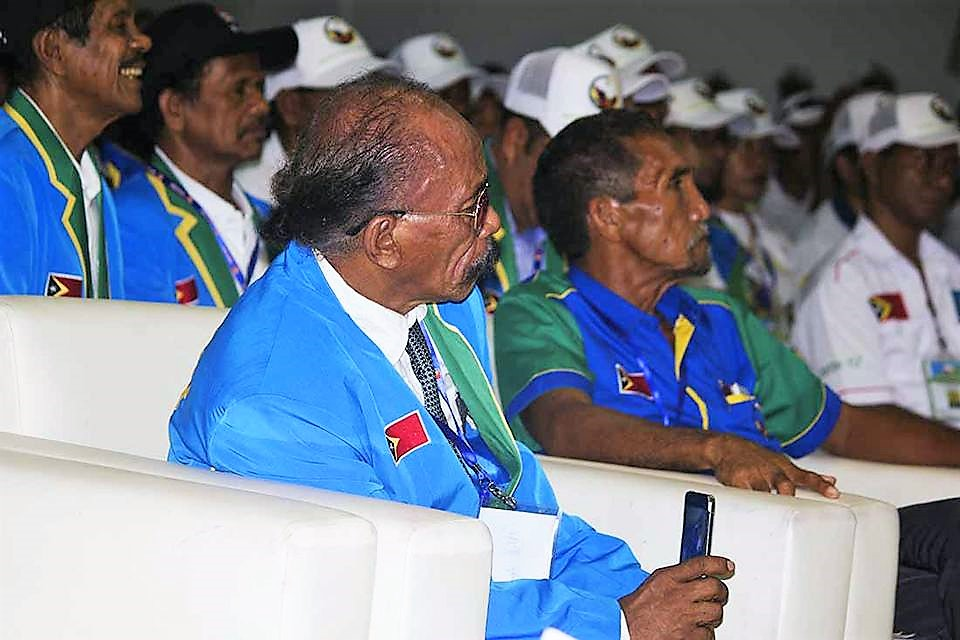
Cornélio da Conceição Gama und Faustino dos Santos (2017)

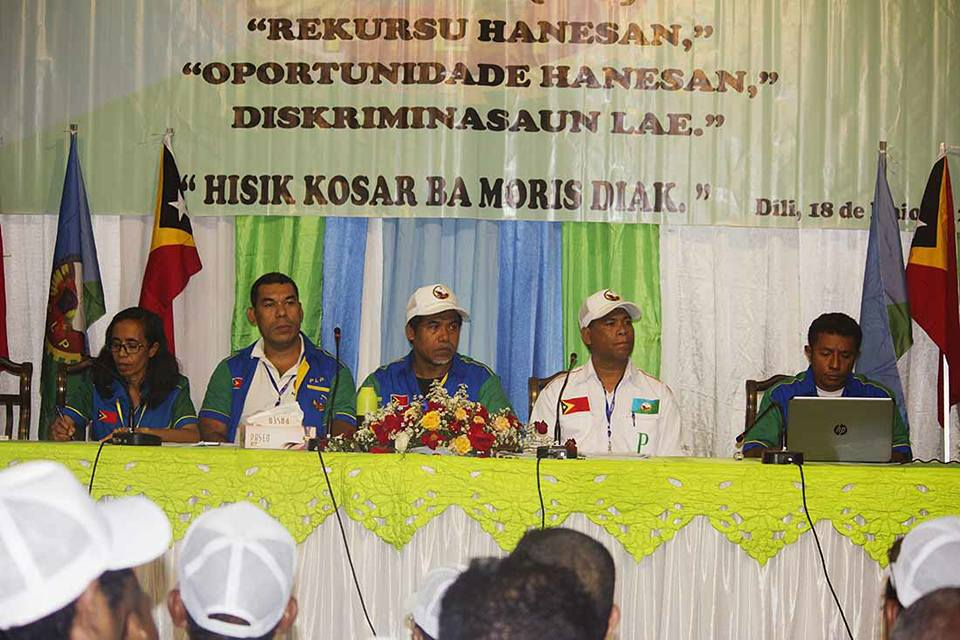
Kongressleitung 2017. In der Mitte Demétrio do Amaral und Longuinhos dos Santos

Cornélio da Conceição Gama (L7), Faustino dos Santos (Renan Selak) und André da Costa Belo (L4) verließen ihre alte Partei União Nacional Democrática de Resistência Timorense (UNDERTIM), wo sie führende Funktionen innehatten, und schlossen sich der neugegründeten PLP an. André da Costa Belo wurde der erste Sprecher der PLP. Er wurde im Juni 2017 von Fidelis Leite Magalhães abgelöst. Faustino dos Santos wurde Sprecher der PLP in der Gemeinde Lautém. Gama wurde Fraktionsvorsitzender der PLP im Parlament. Kurz vor den Parlamentswahlen in Osttimor 2023 trat Gama als Abgeordneter zurück und kündigte an, nun die FRETILIN zu unterstützen.
Ein weiteres prominentes Mitglied ist der Zeitungsredakteur José Belo.
Nach Aussagen von André da Costa Belo gehören zu den Unterstützern der Partei junge Erwachsene, Studenten und Veteranen aus allen 13 Gemeinden des Landes. Die Unterstützer der PLP aus der jüngeren Generation wurden zumeist in Indonesien ausgebildet und haben nicht dieselbe Nähe zur ehemaligen Kolonialmacht Portugal, wie es die alte Elite propagiert. So missfällt den PLP-Anhängern oft, dass Portugiesisch eine der Amtssprachen wurde.

## Symbole
Die Flagge der 2015 gegründeten Partei ist diagonal zweigeteilt. Zum Mast hin ist sie oben blau, zum Flugteil unten grün. In der Mitte befindet sich das Logo der Partei: ein Kreis, gebildet je zur Hälfte aus einer schwarzen Kette und aus einem gelben Zahnrad, darin soll auf weißem Grund ein Foto einen Gelbbrustlori darstellen, darüber ein gelber Stern und im unteren Teil die gelben Buchstaben PLP. Allerdings handelt es sich bei dem Allfarblori auf der Flagge nicht um einen Gelbbrustlori, sondern um den nicht auf Timor vorkommenden Regenbogenlori. Der Lori (portugiesisch Lorico, tetum Loriku) ist in Osttimor ein Symbol der Generation der Unabhängigkeitskämpfer der 1990er Jahre, den Lorico Asuwain.